# Nemo Rossi
Nemo Rossi è lo pseudonimo di due autori finlandesi, Mika Rissanen e Juha Tahvanainen.
Hanno scritto gialli per ragazzi, in particolare sono noti per la collana di thriller archeologici Arkeomysteeri (Archeomisteri). Nei libri della collana tre adolescenti finlandesi (Kaius, Leo e Silva) risolvono misteri del crimine legati alla mitologia antica e alla storia di Roma. L'ambiente della maggior parte dei romanzi è  Roma, dove i protagonisti abitano.
Temi storici trattati nei romanzi includono per esempio il mito della fondazione di Roma, il commercio illegale di reperti archeologici, l'eredità di Alessandro Magno e l'arte di Michelangelo.
Rissanen e Tahvanainen hanno scritto anche libri di saggistica sulla storia culturale d'Europa. Hanno vinto il premio Tieto Finlandia nel 2004 per il miglior libro di saggistica finlandese dell'anno: Antiikin urheilu (Sport nell'antichità, in collaborazione con Sami Koski). Il loro libro Kuohuvaa historiaa (Storia dell'Europa in 24 pinte) è pubblicato in italiano in 2018.

## Opere
- (FI) Rooman sudet ("I lupi di Roma"), Helsinki, WSOY, 2012, ISBN 978-951-039-159-4.
- (FI) Mafian linnut ("Gli uccelli della mafia"), Espoo, Myllylahti, 2014, ISBN 978-952-202-498-5.
- (FI) Jumalista seuraava ("Dopo il divino"), Espoo, Myllylahti, 2014, ISBN 978-952-202-547-0.
- (FI) Viimeinen etruski ("L'ultimo etrusco"), Espoo, Myllylahti, 2016, ISBN 978-952-202-745-0.
- (FI) Salainen veljeskunta ("La fratellanza segreta"), Espoo, Myllylahti, 2018, ISBN 978-952-202-949-2.